# Muwowo East
Muwowo East è un ward dello Zambia, parte della Provincia Centrale e del Distretto di Kabwe.